# Euborlasia gotoensis
Euborlasia gotoensis är en djurart som tillhör fylumet slemmaskar, och som beskrevs av Jirô Iwata 1952. Euborlasia gotoensis ingår i släktet Euborlasia och familjen Lineidae. Inga underarter finns listade i Catalogue of Life.